# 伊藤雋吉
伊藤 雋吉（いとう しゅんきち、天保11年3月28日（1840年4月30日） - 大正10年（1921年）4月10日）は、日本の海軍軍人、茶人、華族。海軍次官、貴族院議員。海軍中将正二位勲一等功三級男爵。

## 経歴
丹後田辺藩の下士、伊藤勝介の長男。丹後国加佐郡田辺城下（現在の京都府舞鶴市）に生まれる。幼少より学問に優れ、藩命により江戸に遊学して大村益次郎に師事し、兵学や数学を学ぶ。
明治維新の後、兵部省出仕、海軍操練所出仕、海軍兵学寮中教授（以上は文官）を経て、1871年（明治4年）、海軍少佐（武官）に任官すると同時に「春日」艦長。
「日進」副長を経て、1872年（明治5年）に海軍中佐に進級すると同時に「筑波 」艦長。その後、海軍兵学校監学課長、海軍兵学校長代理、海軍兵学校次長、「金剛」艦長を歴任し、1878年（明治11年）に海軍大佐に進級。海軍兵学校長に転じ、1882年（明治15年）に海軍少将に進級。同年、折から発足した共同運輸会社の社長に現役海軍少将のまま就任。その後、横須賀造船所長、海軍省艦政局長、海軍参謀部長、海軍省第二局長を歴任し、1890年（明治23年）5月に海軍次官に就任、同年9月に海軍中将に進級。1893年（明治26年）から2年間は海軍省軍務局長を兼ねる。1895年（明治28年）に男爵。1898年（明治31年）、8年以上務めた海軍次官を退くと同時に予備役編入。当時の海軍内は薩摩閥が強く、海軍大将に昇進する余地はなかった。
1899年（明治32年）7月18日から1921年（大正10年）に薨去するまで貴族院議員。墓所は品川の海晏寺。
舞鶴藩出身で華族となったのは、旧藩主の牧野家（子爵）と伊藤家（男爵）のみであった。1988年（昭和63年）、舞鶴市内の生誕地跡に、伊藤の顕彰碑が建立された。

## 書家・茶人として
草創期の海軍きっての能書家であり、軍艦の艦尾の艦名表示（ひらがな）に使う、いろは48文字を揮毫した。以来、帝国海軍・海上自衛隊を通じて、伊藤の揮毫した文字が艦名表示に使われ続けている。
茶人としても知られ、宗幽と号した。1898年（明治31年）、松浦詮(心月庵）が在京の華族､知名士等と設立した輪番茶事グループ「和敬会」の会員となる。会員は、青地幾次郎（湛海）・石黒忠悳（况翁）・伊東祐麿（玄遠）・岩見鑑造（葎叟）・岡崎惟素（淵冲）・金澤三右衛門（蒼夫）・戸塚文海（市隠）・東胤城（素雲）・東久世通禧（古帆）・久松勝成（忍叟）・松浦恒（無塵）・三田葆光（櫨園）・三井高弘（松籟）・安田善次郎（松翁）の以上16人（後に益田孝（鈍翁）、高橋義雄（箒庵）が入会）で､世に「十六羅漢」と呼ばれた。

## 栄典
位階
- 1873年（明治6年）6月25日 – 正六位[14]
- 1886年（明治19年）10月28日 - 従四位[15]
- 1890年（明治23年）10月8日 - 従三位[16]

爵位
- 1895年（明治28年）8月20日 - 男爵[17]

勲章等
| 受章年                     | 略綬 | 勲章名                 | 備考 |
| -------------------------- | ---- | ---------------------- | ---- |
| 1892年（明治25年）5月28日  |      | 勲二等瑞宝章           |      |
| 1895年（明治28年）8月20日  |      | 功三級金鵄勲章         |      |
| 1895年（明治28年）8月20日  |      | 旭日重光章             |      |
| 1895年（明治28年）11月18日 |      | 明治二十七八年従軍記章 |      |
| 1906年（明治39年）4月1日   |      | 勲一等瑞宝章           |      |
| 1915年（大正4年）11月10日  |      | 大礼記念章             |      |

外国勲章佩用允許
| 受章年                    | 国籍           | 略綬 | 勲章名                           | 備考 |
| ------------------------- | -------------- | ---- | -------------------------------- | ---- |
| 1885年（明治18年）5月30日 | ロシア帝国     |      | 神聖スタニスラス第一等勲章       |      |
| 1895年（明治28年）10月9日 | フランス共和国 |      | レジオンドヌール勲章コマンドール |      |

## 親族
- 長男 伊藤安吉（海軍造機少将）[1]